# سان ماورو لا بروکا
سان ماورو لا بروکا (به ایتالیایی: San Mauro La Bruca) یک کومونه در ایتالیا است که در استان سالرنو واقع شده‌است. سان ماورو لا بروکا ۱۸ کیلومتر مربع مساحت و ۶۸۳ نفر جمعیت دارد و ۴۵۰ متر بالاتر از سطح دریا واقع شده‌است.

## خواهرخوانده
شهر گروتافراتا خواهرخواندهٔ سان ماورو لا بروکا هست.